# Mercedes Parlange
Mercedes Parlange Fernández (Bilbao, 20 de mayo de 1943) es una bióloga y escritora española.

## Trayectoria
Ha desarrollado su carrera profesional en su ciudad natal Bilbao.  Licenciada en Biología por la Facultad de Ciencias de la Universidad  del País Vasco  y posteriormente se licenció en la Facultad de Ciencias de la Información de la misma universidad.  Su vida profesional la dedicó a la enseñanza de la biología, obteniendo por oposición la plaza de Cátedratica Numeriaria de Bachillerato de Ciencias Naturales en el año 1982.

## Publicaciones
Sus conocimientos de la lengua, la pedagogía y la biología le llevó a publicar material didáctico de biología. Todos sus libros fueron publicados con la editorial de la Asociación para la Difusión y Desarrollo de la Educación y el Conocimiento.  
El primero  con el título ǃPasen y veanǃ iniciación a la biología celular, editado en el año 2001 con el  ISBN:978-84-931954-1-0.
Del barro de la tierra, iniciación al estudio molecular de los seres vivos. Materiasː Escuelas secundarias | Bioquímica | Biología molecular  publicado en el año 2001 ISBN: 978-84-931954-0-3
Con la misma editorial publicó en 2005 el libro titulado Los guisantes, los genes y la oveja Dolly. Educación pedagogía Genética (no médica)  ISBN: 978-84-931954-2-7

## Premios
En el Primer certamen nacional "Premios Escuela y Naturaleza" obtuvo el segundo premio por sus trabajos de didáctica  de Escuela y Naturaleza, dicho premio fue convocado por el Ministerio de Educación Español. 